# الكسندر ديفيد فيرير
الكسندر ديفيد فيرير هو سياسي كندي، ولد في 1813 في إدنبرة في المملكة المتحدة، وتوفي في 4 أغسطس 1890 في فرغس ‏ في كندا. نشط حزبياً في حزب أونتاريو المحافظ التقدمي. وقد انتخب عضو برلمان مقاطعة أونتاريو ‏.